# Erik Hovby Jørgensen
Erik Hovby Jørgensen (30. oktober 1953 i Svendborg, 13. juli 2004) var en dansk skuespiller.
Han var som skuespiller autodidakt. Han debuterede i et stykke i begyndelsen af 1970'erne på BaggårdTeatret, hvor han sammen med kolleger skabte dansk børne- og ungdomsteater. Ud over adskillige roller i børne- og ungdomsforestillinger på Baggårdteatret optrådte han på Jomfru Ane Teatret og Svalegangen. Han optrådte ved siden af også tit på Odense Teater – senest i rollen som Bronlow i Oliver Twist.
Han medvirkede i spillefilmene Bænken (2000) af Per Fly og som Polles far Svend i Polle Fiction, der var baseret på Sonofon-reklamerne.